# منارهای مسعود و بهرامشاه
منارهای مسعود و بهرامشاه یا مناره‌های غزنین مناره‌هایی هستند که نزدیک غزنی افغانستان قرار دارند.
این منارها تزئینات گچبری و نوشته‌های کوفی دارند و از دوران سلطان مسعود سوم (علاءالدوله ابوسعد مسعود بن ظهیرالدوله ابراهیم؛ ۱۰۹۹-۱۱۱۴) و بهرام‌شاه بر جا مانده‌اند.